# ویلیام دنیلز
ویلیام دنیلز (انگلیسی: William Daniels؛ زاده ۳۱ مارس ۱۹۲۷) هنرپیشه آمریکایی و رئیس پیشین صنف بازیگران سینما از سال ۱۹۹۹ تا ۲۰۰۱ است.
از فیلم‌هایی که وی در آن نقش داشته است، می‌توان به نمای پارالاکس، فارغ‌التحصیل، هزاران دلقک، مارلو، تیغ شهرت، نایت رایدر، نایت رایدر ۲۰۰۰ و قرار ملاقات دو ناشناس اشاره کرد.

## زندگی شخصی
دنیلز از ۳۰ ژوئن ۱۹۵۱ با بانی بارتلت بازیگر و برنده جایزه امی ازدواج کرده است . با ۷۳ سال، این طولانی‌ترین ازدواج فعال هالیوود تا ژوئیه ۲۰۲۴ است.